# NEXTCAP
NEXTCAPは、日立製作所が提供する次世代金融ソリューションである。

## 概要
NEXTCAPの名称は「The NEXT open financial system on Component Architecture Plug-in solutions」より。単なるパッケージの提供ではなく、コンサルタントからシステム構築・運用までの提供を提案している。Javaによる勘定系という意味では、競合製品はIBMのNEFSSとも言える。また基盤技術という意味では、NTTデータのBeSTAなどが競合となる。
内部構造としては、システム全体の基盤となる「NEXTCAP-SOA」と、その上に乗る各種アプリケーションの2層構造となっており、従来のレガシーアプリや新規開発したアプリ等を「NEXTCAP-SOA」の上で統合運用することで、柔軟なシステム構成を取れるという。

## 特徴
以下の特徴がある。
- EA、内部統制、セキュリティなどの上部をソリューションとして提供
- 基盤はフレームワークのJustwareで、J2EE版かOLTP版（COBOL等を稼動できる）を選択できる

## 採用例
NEXTCAPはあくまで基盤技術の名称であるため、実際にはNEXTCAPをベースに個別カスタマイズなどを行ったパッケージとして提供される。
- Trilogy - 三菱東京UFJ銀行の外国為替輸出入業務システム。2007年4月より稼働[2]。
- 5協会共同システム - 信用保証協会の共同システム。2007年5月より稼働[3]。
- Banks’ware - NEXTCAPをベースとした地銀共同化システム向けパッケージ[1]。後に改良を加えられた「Banks’ware for Open Platform」に発展し、みちのく銀行・肥後銀行の共同化システムに採用された。
- FREIA21+ - NEXTCAPをベースとした営業店統合管理システム[1]。中央三井信託銀行[4]、第四銀行[5]などで採用された。

なお、2021年より静岡銀行で稼働している「OpenStage」が事実上の後継となる。

## 関連事項
- 勘定系システム